# 尤雷·科希尔
尤雷·科希尔（1980年4月24日—），斯洛文尼亚男子高山滑雪运动员。他曾代表斯洛文尼亚参加1992年、1994年、1998年和2002年冬季奥林匹克运动会高山滑雪比赛，其中1994年冬季奥运会获得一枚铜牌。